# Comuna Gorišnica
Gorišnica (Občina Gorišnica) este o comună din Slovenia, cu o populație de 5.822 de locuitori (2002).

## Localități
Cunkovci, Formin, Gajevci, Gorišnica, Mala vas, Moškanjci, Muretinci, Placerovci, Tibolci, Zagojiči, Zamušani